# Killwangen
Killwangen is een gemeente en plaats in het Zwitserse kanton Aargau en maakt deel uit van het district Baden.
Killwangen telt 1.896 inwoners.